# Барабаш, Андрей Дмитриевич
Андрей Дмитриевич Барабаш (род. 25 апреля 1993 года) — российский пловец в ластах.

## Карьера
Чемпион мира по плаванию в ластах 2013 года в эстафете. Призёр чемпионатов Европы и России.